# Bilecik (provincie)
Bilecik is een provincie in Turkije. De provincie is 4181 km² groot en telt 194.326 inwoners (2000). De hoofdstad is het gelijknamige Bilecik.

## Bestuurlijke indeling

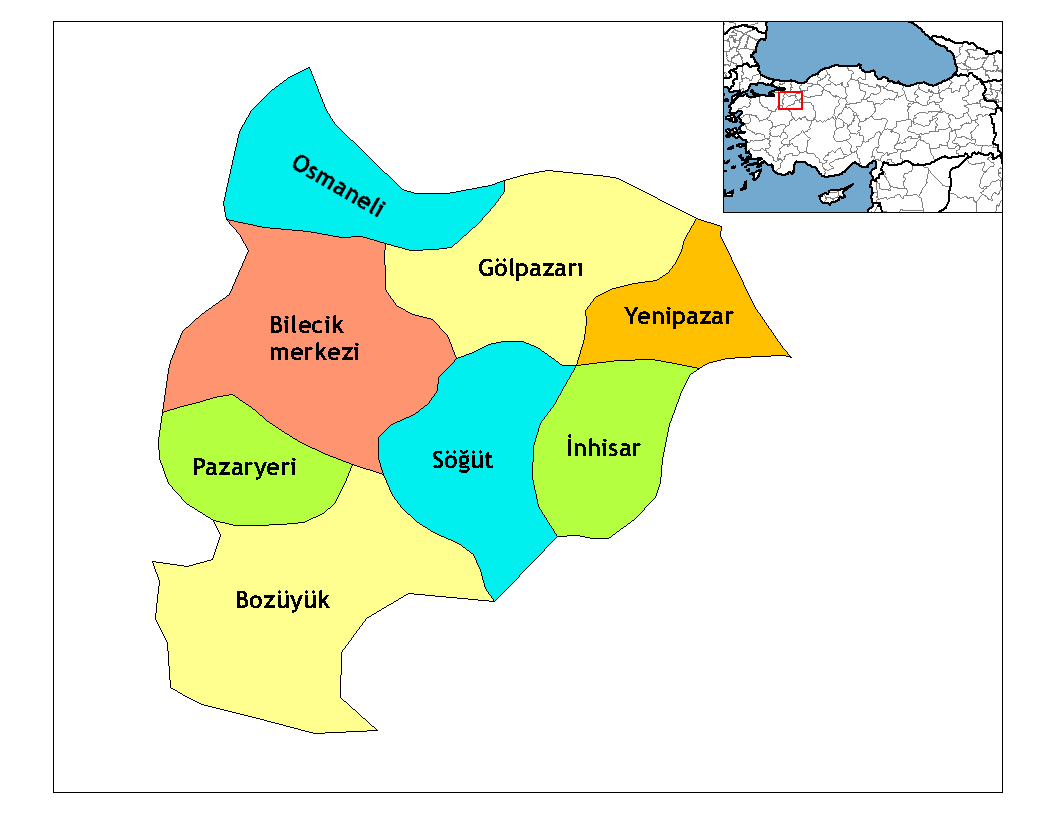
Districten van Bilecik

### Districten
De provincie bestaat uit de volgende acht districten:
| - Bilecik - Bozüyük - Gölpazarı - İnhisar | - Osmaneli - Pazaryeri - Söğüt - Yenipazar |